# 野宿火

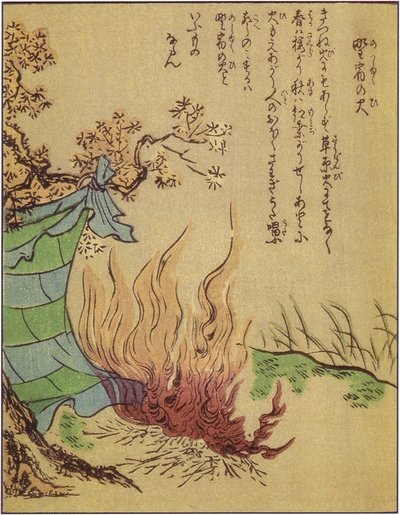
竹原春泉画『絵本百物語』より「野宿火」

野宿火（のじゅくび）は、江戸時代の奇談集『絵本百物語』にある日本の怪火の一種。

## 概要
『絵本百物語』本文の記述によれば、田舎道、街道、山中などで、誰かが火を焚いたかのように現れる細い火であり、特に人が集まって去った後や遊山に行った人が去った後に現れ、消えたかと思うと燃え上がり、燃えたかと思えば消え、これを繰り返すとある。
「雨の後（のち）などに然立（もえたち）たるを木（こ）の間（ま）がくれにみれば、人のつどひてものいふさまなどにことならず」とあることから、雨降りの後などに木々の間から野宿火をそっと覗くと、その周囲から人の話し声が聞こえたとする説もある。鬼火の一種であり、火と言っても熱は発さず、周囲の木を燃やしたりすることはないとする解釈もある。

## 類話
寛保時代の雑書『諸国里人談』には「森囃」（もりばやし）と題して以下のような話が述べられており、『絵本百物語』の「野宿火」は、この「森囃」を描いたものと考えられている。
享保時代初期。信濃坂（現在の岐阜県中津川市と長野県阿智村の境にある神坂峠）である年の夏、毎晩のようにどこからか囃子の音が聞こえ、笛や太鼓や数人の声が十町（約1キロメートル）四方に響くようになった。それらの音は近くの森の中から音がすることが次第にわかったが、その場所では篝火が焚かれているのみで、人の姿はなく、ただ囃子の音だけがしていた。翌朝にその場所を見ると、木の枝の燃えさし、1尺ほどに切られた竹などが捨てられていた。噂を聞いた人々は、面白がってこの怪異を目にしようと、その地に多くの見物人が集まるようになった。やがて、秋、冬と季節が流れるに連れて囃子の音は弱まっていったが、翌年の春頃には、謎の囃子の原因が一向につかめないことから人々は恐怖心を抱き、囃子の流れる夜になると決して外出しないようになった。春が過ぎると囃子の音は途絶え、ついに正体はわからないままだったという。